# Correbidia steinbachi
Correbidia steinbachi là một loài bướm đêm thuộc phân họ Arctiinae, họ Erebidae.